# Фомиченко Костянтин Юхимович
Костянтин Юхимович Фомиченко (22 січня 1927, місто Житомир — 11 квітня 2015, місто Москва) — радянський діяч, 2-й секретар ЦК КП Киргизії, надзвичайний і повноважний посол СРСР в Ефіопії та Монгольській Народній Республіці. Член Бюро ЦК КП Киргизії в 1977—1981 роках. Кандидат у члени ЦК КПРС у 1981—1990 роках. Депутат Верховної Ради СРСР 10-го скликання. Кандидат історичних наук (1971).

## Життєпис
Навчався в ремісничому училищі. Влітку 1941 року був евакуйований в східні райони СРСР. У 1941—1942 роках працював у колгоспі, на прифронтовому аеродромі в Ставропольському краї. Потім був евакуйований до Челябінської області РРФСР.
У 1943 році закінчив ремісниче училище в місті Усть-Катаві Челябінської області.
У 1943—1945 роках — помічник майстра, майстер виробничого навчання ремісничого училища № 6 міста Усть-Катав Челябінської області.
У 1945—1948 роках — комсомольський організатор ремісничого училища № 6 міста Усть-Катав; секретар комітету ВЛКСМ заводу № 38 міста Юрюзань Челябінської області.
Член ВКП(б) з 1948 року.
У 1948—1950 роках — слухач Челябінської дворічної обласної партійної школи.
У 1950—1953 роках — 1-й секретар Катавського районного комітету ВЛКСМ Челябінської області; завідувач відділу робітничої молоді Челябінського обласного комітету ВЛКСМ.
У 1953—1954 роках — секретар Челябінського обласного комітету ВЛКСМ.
У 1954—1970 роках — інструктор, заступник завідувача, завідувач відділу Челябінського обласного комітету КПРС.
У 1958 році закінчив заочну Вищу партійну школу при ЦК КПРС.
У 1970—1973 роках — секретар Челябінського обласного комітету КПРС.
У 1973—1977 роках — інспектор ЦК КПРС, завідувач сектора відділу організаційно-партійної роботи ЦК КПРС.
6 липня 1977 — 5 червня 1981 року — 2-й секретар ЦК КП Киргизії.
25 червня 1981 — 29 березня 1985 року — надзвичайний і повноважний посол СРСР у Соціалістичній Ефіопії.
4 квітня 1985 — 25 березня 1988 року — надзвичайний і повноважний посол СРСР у Монгольській Народній Республіці.
У 1988—1991 роках — заступник міністра зовнішніх економічних зв'язків СРСР — начальник головного управління кадрів і соціального розвитку.
З 1992 року — персональний пенсіонер у Москві. Почесний професор Киргизького республіканського центру гуманітарної освіти.
Помер 11 квітня 2015 року. Похований на Троєкуровському цвинтарі.

## Нагороди і звання
- два ордени Леніна  (1981, 1987)
- два ордени Трудового Червоного Прапора (1966, 1971)
- орден «Знак Пошани» (1977)
- медаль «За доблесну працю у Великій Вітчизняній війні 1941—1945 рр.» (1945)
- медаль «За трудову доблесть»
- медаль «За освоєння цілинних земель»
- медалі
- надзвичайний і повноважний посол СРСР